# Murexsul cuspidatus
Murexsul cuspidatus is een slakkensoort uit de familie van de Muricidae. De wetenschappelijke naam van de soort werd in 1879 voor het eerst geldig gepubliceerd door George Brettingham Sowerby II.